# Myosotis krasnoborovii
Myosotis krasnoborovii är en strävbladig växtart som beskrevs av O.D.Nikif. och Lomon. Myosotis krasnoborovii ingår i släktet förgätmigejer, och familjen strävbladiga växter. Inga underarter finns listade i Catalogue of Life.